# (24624) 1980 FH4
1980 أف إتش 4 (ويعرف أيضًا باسم (24624) 1980 أف إتش 4 وفق تسمية الكوكب الصغير) (بالإنجليزية: 1980 FH4)‏ هو كويكب ضمن حزام الكويكبات؛ وترتيبه 24624 من حيث الاكتشاف.
اكتُشف هذا الجُرم الفلكي بواسطة Claes-Ingvar Lagerkvist ‏ في 16 مارس 1980.

## وصلات خارجية
- (24624) 1980 FH4 في قاعدة بيانات مختبر الدفع النفاث لأجرام النظام الشمسي الصغيرة

- الاكتشاف · مخطط المدار ·  العناصر المدارية · المعلمات المادية

- (24624) 1980 FH4 على موقع ويكي سكاي: DSS2, SDSS, GALEX, IRAS, Hydrogen α, X-Ray, Astrophoto, Sky Map, Articles and images